# Cololejeunea bolombensis
Cololejeunea bolombensis là một loài Rêu trong họ Lejeuneaceae. Loài này được (Stephani) Vanden Berghen mô tả khoa học đầu tiên năm 1975.